# 比尔·鲁宾逊 (篮球运动员)
威廉·“比尔”·鲁宾逊（英語：William "Bill" Robinson，1949年2月2日—2020年2月8日），加拿大男子篮球运动员。他曾代表加拿大获得1976年夏季奥运会男子篮球比赛第四名。他于2020年在不列颠哥伦比亚省邓肯去世。